# Pont Molesworth
Pour les articles homonymes, voir Molesworth.
Le pont Molesworth est un pont couvert du Québec situé sur le territoire de la municipalité de Macamic en Abitibi-Témiscamingue.

## Historique
Le pont Molesworth a été construit en 1930 pour franchir la rivière Loïs, sur le chemin des 2e et 3e rangs.
Il a failli être détruit durant un incendie dans la nuit du 2 au 3 avril 2010 ; l'incendie du tablier a été rapidement maîtrisé et n’a laissé que des dégâts mineurs.

## Toponyme
« Molesworth » est un ancien nom toponyme de la rivière Lois.

## Description
Il mesure 34,39 m (112 pi) de long et une hauteur libre de 3,83 m. Il peut supporter une charge de 12 tonnes. 
Le pont est actuellement rouge avec les garnitures blanches. Il a déjà été peint en gris.